# Скалдазоле
Скалдазоле (итал. Scaldasole) је насеље у Италији у округу Павија, региону Ломбардија.
Према процени из 2011. у насељу је живело 937 становника. Насеље се налази на надморској висини од 87 м.

## Становништво
Према резултатима пописа становништва 2011. у општини је живело 967 становника.
| 1931. | 1936. | 1951. | 1961. | 1971. | 1981. | 1991. | 2001. | 2011. |
| ----- | ----- | ----- | ----- | ----- | ----- | ----- | ----- | ----- |
| 1.084 | 1.079 | 1.142 | 1.089 | 933   | 887   | 832   | 885   | 967   |